# (20488) Pic-du-Midi
(20488) Pic-du-Midi (1999 OL) – planetoida z pasa głównego asteroid okrążająca Słońce w ciągu 4,52 lat w średniej odległości 2,73 j.a. Odkryta 17 lipca 1999 roku.